# Баженово (Белебеївський район)
Баже́ново (рос. Баженово, башк. Баженов) — село у складі Белебеївського району Башкортостану, Росія. Адміністративний центр Баженовської сільської ради.
Населення — 1120 осіб (2010; 1191 в 2002).
Національний склад:
- росіяни — 47 %
- башкири — 29 %